# Oberth (Mondkrater)
Oberth ist ein Einschlagkrater auf der Mondrückseite.
Der Krater liegt im Norden der erdabgewandten Seite, im Dreieck, das von den größeren Kratern Yamamoto, Gamow und Avogadro gebildet wird, im Nordwesten von Yamamoto. In südwestlicher Richtung trifft man auf Störmer.
Die Entstehungszeit des Kraters fällt in die nektarische Periode.
Der Krater wurde 1997 von der IAU offiziell nach dem österreichisch-ungarisch-deutschen Physiker und Raketenpionier Hermann Oberth umbenannt, er war zuvor als Nebenkrater W von Yamamoto geführt.